# Thomas Krautzer
Thomas Krautzer (* 1965) ist ein österreichischer Historiker.

## Leben
Er studierte Geschichte und Germanistik in Graz. Bis 1992 war er Universitätsassistent. Ab 1992 arbeitete er für die Industriellenvereinigung Steiermark. Auslandsaufenthalte führten ihn 1996 nach Cardiff und 1998 in die GD-Regio der EU-Kommission in Brüssel. Von 2000 bis 2016 war er Geschäftsführer der IV-Steiermark und Sprecher der Landesgruppen der Vereinigung der Österreichischen Industrie. 2017 übernahm er die Professur für Wirtschaftliche Standortfragen an der Universität Graz. Seit 2018 ist er auch Leiter des Instituts für Wirtschafts-, Sozial- und Unternehmensgeschichte der Universität Graz.

## Schriften (Auswahl)
- Bombenschäden und Bombenopfer in der Steiermark während des zweiten Weltkriegs. Graz 1989. permalink.obvsg.at
- Österreichische Spitzen-Unternehmer des 20. Jahrhunderts. Eine statistische Untersuchung des sozialen Erscheinungsbildes, der Karrieremuster und der historischen Verflechtungen der Elite der österreichischen Unternehmerschaft zwischen 1936 und 1976. Graz 1995. permalink.obvsg.at